# Frank Norris
Benjamin Franklin Norris, in arte Frank Norris (Chicago, 5 marzo 1870 – San Francisco, 25 ottobre 1902), è stato uno scrittore statunitense.

## Biografia
Fu un esponente del naturalismo e iniziò la sua attività letteraria ispirandosi a Zola. Come giornalista venne inviato nel Sudafrica al tempo della guerra dei Boeri, poi a San Francisco e a New York. Morì a soli 32 anni di peritonite, conseguenza di un'appendicite mal curata.
Della sua opera più famosa, il ciclo dell'epica del grano, ci ha lasciato completi solo due libri sui tre previsti: The Octopus, La piovra, del 1901 e The Pit, La fossa, pubblicato postumo nel 1903. In essi viene stigmatizzato lo sviluppo del capitalismo di quei decenni fervorosi, rappresentandolo come una lotta fra le forze primigenie della Terra e la forza della Macchina, rappresentata proprio dall'inesorabile avanzata del progresso.

## Opere
- Moran of the "Lady Letty": A Story of Adventure Off the California Coast (1898)
- McTeague: A Story of San Francisco (1899)
- A Man's Woman (1900)
- A Deal in Wheat and Other Stories of the New and Old West
- The Octopus: A Story of California - La piovra, (1901)
- The Pit: A Story of Chicago - La fossa, (1902), pubblicata postuma
- Vandover and the Brute (1914), pubblicata postuma

## Film tratti da opere di Norris
Da Moran of the "Lady Letty": A Story of Adventure Off the California Coast (1898)
- Il mozzo dell'Albatros (Moran of the Lady Letty), regia di George Melford (1922)

Da  McTeague: A Story of San Francisco (1899)
- Desert Gold, regia di Scott Sidney (1914)
- McTeague, regia di Barry O'Neil (1916)
- Rapacità (Greed), regia di Erich von Stroheim (1924)
- The Real McTeague, regia di Robert Altman, episodio della serie TV Great Performances (1993)

Da The Octopus: A Story of California - La piovra, (1901)  
- The Octopus, regia di Tom Santschi - cortometraggio (1915)

Da The Pit La fossa (1902) pubblicato postumo
- A Corner in Wheat, regia di David W. Griffith (1909)
- The Pit, regia di Maurice Tourneur (1914)